# Championnat d'Andorre de football 2015-2016
Navigation
Édition précédente Édition suivante
La saison 2015-2016 de Primera Divisió est la vingt-et-unième édition du championnat andorran de football de première division. Lors de celle-ci, le FC Santa Coloma tente de conserver son titre de champion face aux sept meilleurs clubs andorrans lors d'une série de matchs se déroulant sur toute l'année. Les huit clubs participant à la première phase de championnat sont confrontés à deux reprises aux sept autres en matchs aller-retour. Puis les quatre premiers s'affrontent dans une phase de play-off pour se disputer la victoire finale, et, les quatre derniers pour éviter la relégation.
C'est le FC Santa Coloma, tenant du titre, qui est à nouveau sacré cette saison après avoir terminé en tête du classement final, avec huit points d'avance sur le FC Lusitanos et quinze sur l'UE Sant Julià. Il s'agit du neuvième titre de champion d'Andorre de l'histoire du club.

## Qualifications en coupe d'Europe
À l'issue de la saison, le champion se qualifie pour le premier tour qualificatif de la Ligue des champions 2015-2016. Alors que le vainqueur de la Coupe de la Constitution prendra la première des deux places en premier tour qualificatif de la Ligue Europa 2015-2016, l'autre place reviendra au deuxième du championnat. Si le vainqueur de la coupe remporte également le championnat, la dernière place revient au finaliste de la coupe. Si le vainqueur de la coupe est vice-champion, la dernière place revient au troisième du championnat.

## Les huit clubs participants
| \| Club \| Ville \| Présent depuis \| \| ------------------------- \| ------------------- \| -------------- \| \| FC Encamp \| Encamp \| 2012 \| \| Penya Encarnada d'Andorra \| Andorre-la-Vieille \| 2015 \| \| FC Lusitanos \| Andorre-la-Vieille \| 2000 \| \| FC Ordino \| Ordino \| 2013 \| \| UE Engordany \| Escaldes-Engordany \| 2014 \| \| UE Sant Julià \| Sant Julià de Lòria \| 1995[1] \| \| FC Santa Coloma \| Andorre-la-Vieille \| 1995[1] \| \| UE Santa Coloma \| Andorre-la-Vieille \| 2008 \| | Légende des couleurs - 1er Tour de qualification de la Ligue des champions 2015-2016 - 1er Tour de qualification de la Ligue Europa 2015-2016 - Promu de Segona Divisió |                |
| Club | Ville | Présent depuis |
| FC Encamp | Encamp | 2012           |
| Penya Encarnada d'Andorra | Andorre-la-Vieille | 2015           |
| FC Lusitanos | Andorre-la-Vieille | 2000           |
| FC Ordino | Ordino | 2013           |
| UE Engordany | Escaldes-Engordany | 2014           |
| UE Sant Julià | Sant Julià de Lòria | 1995           |
| FC Santa Coloma | Andorre-la-Vieille | 1995           |
| UE Santa Coloma | Andorre-la-Vieille | 2008           |

- En raison du peu de stades se trouvant sur le territoire d'Andorre, les matchs sont joués exclusivement à l'Estadi Comunal d'Aixovall d'une capacité de 1 800 places.

## Compétition

### Phase 1
Le classement est établi sur le barème de points classique (victoire à 3 points, match nul à 1, défaite à 0). Pour départager les égalités, on tient d'abord compte de la différence de buts générale, puis du nombre de buts marqués, puis des confrontations directes et enfin si la qualification ou la relégation est en jeu, les deux équipes jouent une rencontre d'appui sur terrain neutre.
| Rang | Équipe                      | Pts | J  | G  | N | P  | Bp | Bc | Diff |
| ---- | --------------------------- | --- | -- | -- | - | -- | -- | -- | ---- |
| 1    | FC Santa ColomaT            | 37  | 14 | 12 | 1 | 1  | 41 | 7  | +34  |
| 2    | FC Lusitanos                | 30  | 14 | 10 | 0 | 4  | 28 | 18 | +10  |
| 3    | UE Santa Coloma             | 27  | 14 | 8  | 3 | 3  | 31 | 11 | +20  |
| 4    | UE Sant Julià               | 24  | 14 | 7  | 3 | 4  | 30 | 14 | +16  |
| 5    | UE Engordany                | 17  | 14 | 5  | 2 | 7  | 18 | 22 | -4   |
| 6    | FC Encamp                   | 11  | 14 | 3  | 2 | 9  | 15 | 41 | -26  |
| 7    | FC Ordino                   | 10  | 14 | 3  | 1 | 10 | 15 | 35 | -20  |
| 8    | Penya Encarnada do AndorraP | 5   | 14 | 1  | 2 | 11 | 6  | 36 | -30  |

| Légende : Qualifications et relégations | Légende : Qualifications et relégations              |
| --------------------------------------- | ---------------------------------------------------- |
|                                         | Participation à la poule pour le titre               |
|                                         | Participation à la poule de relégation               |
|                                         | T : Tenant du titre 2014-2015 P : Promu en 2014-2015 |

| Résultats (▼dom., ►ext.) | ENC | ENG | SFC | LUS | ORD | PEA | SJU | SUE |
| Encamp                   |     | 2-4 | 1-5 | 2-3 | 3-0 | 1-0 | 0-6 | 1-2 |
| Engordany                | 0-0 |     | 1-3 | 2-4 | 3-0 | 1-0 | 1-1 | 0-2 |
| FC Santa Coloma          | 6-0 | 3-1 |     | 0-1 | 2-0 | 5-0 | 2-0 | 2-0 |
| Lusitanos                | 6-0 | 1-0 | 0-4 |     | 2-1 | 4-0 | 1-3 | 0-2 |
| Ordino                   | 0-4 | 2-0 | 3-4 | 0-1 |     | 0-2 | 4-3 | 1-6 |
| Penya Encarnada          | 1-1 | 0-2 | 0-4 | 0-2 | 0-3 |     | 2-2 | 0-5 |
| Sant Julià               | 2-0 | 4-0 | 0-1 | 2-0 | 4-0 | 3-1 |     | 0-0 |
| UE Santa Coloma          | 6-0 | 0-3 | 0-0 | 2-3 | 1-1 | 3-0 | 2-0 |     |

### Phase 2
Les classements sont établis sur le barème de points classique (victoire à 3 points, match nul à 1, défaite à 0). Pour départager les égalités, on tient d'abord compte de la différence de buts générale, puis du nombre de buts marqués, puis des confrontations directes et enfin si la qualification ou la relégation est en jeu, les deux équipes jouent une rencontre d'appui sur terrain neutre.
| Rang | Équipe           | Pts | J  | G  | N | P | Bp | Bc | Diff |  | Résultats (▼ dom., ► ext.) | FSC | LUS | USJ | USC |
| ---- | ---------------- | --- | -- | -- | - | - | -- | -- | ---- |  | -------------------------- | --- | --- | --- | --- |
| 1    | FC Santa ColomaT | 47  | 20 | 14 | 5 | 1 | 44 | 8  | +36  |  | FC Santa ColomaT           |     | 0-0 | 1-0 | 1-1 |
| 2    | FC Lusitanos     | 39  | 20 | 12 | 3 | 5 | 37 | 28 | +9   |  | FC Lusitanos               | 0-0 |     | 2-6 | 1-1 |
| 3    | UE Sant Julià    | 32  | 20 | 9  | 5 | 6 | 41 | 20 | +21  |  | UE Sant Julià              | 0-0 | 2-3 |     | 3-0 |
| 4    | UE Santa ColomaC | 30  | 20 | 8  | 6 | 6 | 34 | 20 | +14  |  | UE Santa ColomaC           | 0-1 | 1-3 | 0-0 |     |

| Rang | Équipe                      | Pts | J  | G | N | P  | Bp | Bc | Diff |  | Résultats (▼ dom., ► ext.)  | UEE | ORD | FCE | PEN |
| ---- | --------------------------- | --- | -- | - | - | -- | -- | -- | ---- |  | --------------------------- | --- | --- | --- | --- |
| 5    | UE Engordany                | 29  | 20 | 9 | 2 | 9  | 37 | 34 | +3   |  | UE Engordany                |     | 1-2 | 4-3 | 3-1 |
| 6    | FC Ordino                   | 26  | 20 | 8 | 2 | 10 | 32 | 44 | -12  |  | FC Ordino                   | 4-3 |     | 1-0 | 3-2 |
| 7    | FC Encamp                   | 16  | 20 | 4 | 4 | 12 | 22 | 50 | -28  |  | FC Encamp                   | 0-3 | 0-0 |     | 1-1 |
| 8    | Penya Encarnada do AndorraP | 3   | 20 | 1 | 3 | 16 | 15 | 58 | -43  |  | Penya Encarnada do AndorraP | 2-5 | 3-7 | 0-3 |     |

| Légende : Qualifications et relégations | Légende : Qualifications et relégations                                                           |
| --------------------------------------- | ------------------------------------------------------------------------------------------------- |
|                                         | Ligue des champions 2016-2017                                                                     |
|                                         | Ligue Europa 2016-2017                                                                            |
|                                         | Participation au barrage de promotion-relégation                                                  |
|                                         | Relégation en Segona Divisió                                                                      |
|                                         | T : Tenant du titre 2014-2015 P : Promu en 2014-2015 C : Vainqueur de la Coupe de la Constitution |

### Barrage de promotion-relégation
À la fin de la saison, l'avant-dernier de Primera Divisió affrontera la deuxième meilleure équipe de Segona Divisió pour tenter de se maintenir.
| Équipe 1               | Résultat | Équipe 2  | Aller | Retour |
| ---------------------- | -------- | --------- | ----- | ------ |
| forfait CE Carroi (D2) | 0 - 3    | FC Encamp | 0 - 3 | -      |

- Les deux clubs se maintiennent dans leur championnat respectif.

## Bilan de la saison
| Championnat d'Andorre de football 2015-2016 |                            |
| Champion                                    | FC Santa Coloma (9e titre) |
| Coupes et trophées                          |                            |
| Vainqueur de la Coupe d'Andorre 2015-2016   | UE Santa Coloma            |
| Qualifications continentales                |                            |
| Ligue des champions 2016-2017               | FC Santa Coloma            |
| Ligue Europa 2016-2017                      | UE Santa Coloma            |
| Ligue Europa 2016-2017                      | FC Lusitanos               |
| Promotions et relégations                   |                            |
| Promus en Primera Divisio                   | CE Jenlai                  |
| Relégués en Segona Divisio                  | Penya Encarnada d'Andorra  |